# 波多利希农村居民点
波多利希农村居民点（俄语：Подолешенское сельское поселение）是俄罗斯联邦别尔哥罗德州普洛霍罗夫卡区所属的一个农村居民点。其下辖有13个居民点，行政中心为波多利希。据2016年统计，该农村居民点的人口为1508人。